# Баселард
|  |  |

Баселард (англ. baselard, встречаются также написания basilard и baslard, ср.-франц. badelare, bazelaire, ср.-в.-нем. beseler, baseler, basler, pasler; baslermesser) — тип кинжала и короткого меча, распространенного в Европе с первой половины XIII века.
Своё название баселарды получили от швейцарского города Базель. Оно представляет собой среднефранцузское или средневековое латинское искажение немецкого basler [messer] («базельский нож»). Первые сохранившиеся письменные упоминания баселардов датируются концом XIII века — к примеру, фреска 1288—1292 годов в Палаццо Комунале (Сан-Джиминьяно, Италия) или во французских документах (Дуэ, около 1300). К этому времени баселарды различных размеров (кинжалы, короткие мечи и мечи) распространились по обе стороны Альп. К 1345—1349 годам относятся первые упоминания о появлении баселардов на англосаксонских территориях.
Баселарды были описаны Лэйкингом как подтип кинжалов-квиллонов (англ. quillon). Клинок прямой, относительно узкий, как правило четырёхгранного сечения, заметно сужающийся. В настоящее время баселардами называют кинжалы данного периода, эфес которых образует заглавную букву I. Рукоять изготавливалась из дерева или другого твёрдого материала. Расширение рукояти внизу образовывало гарду, вверху — навершие. И то и другое обычно обрамлялось металлическими оковками.
Баселарды чаще всего производились одного из трёх размеров: около 35 сантиметров, около 70 сантиметров или около 100 сантиметров. Они приблизительно соответствовали распространённым в то время единицам длины — футу (30—35 сантиметров) и браччо (итальянский локоть, 65—70 см). Наряду с другими типами кинжалов баселарды составляли часть комплекта рыцарского вооружения. Кроме того, они были широко распространены среди торговцев и фригольдеров.
В XV веке в Швейцарии баселарды постепенно были вытеснены швейцарскими кинжалами.

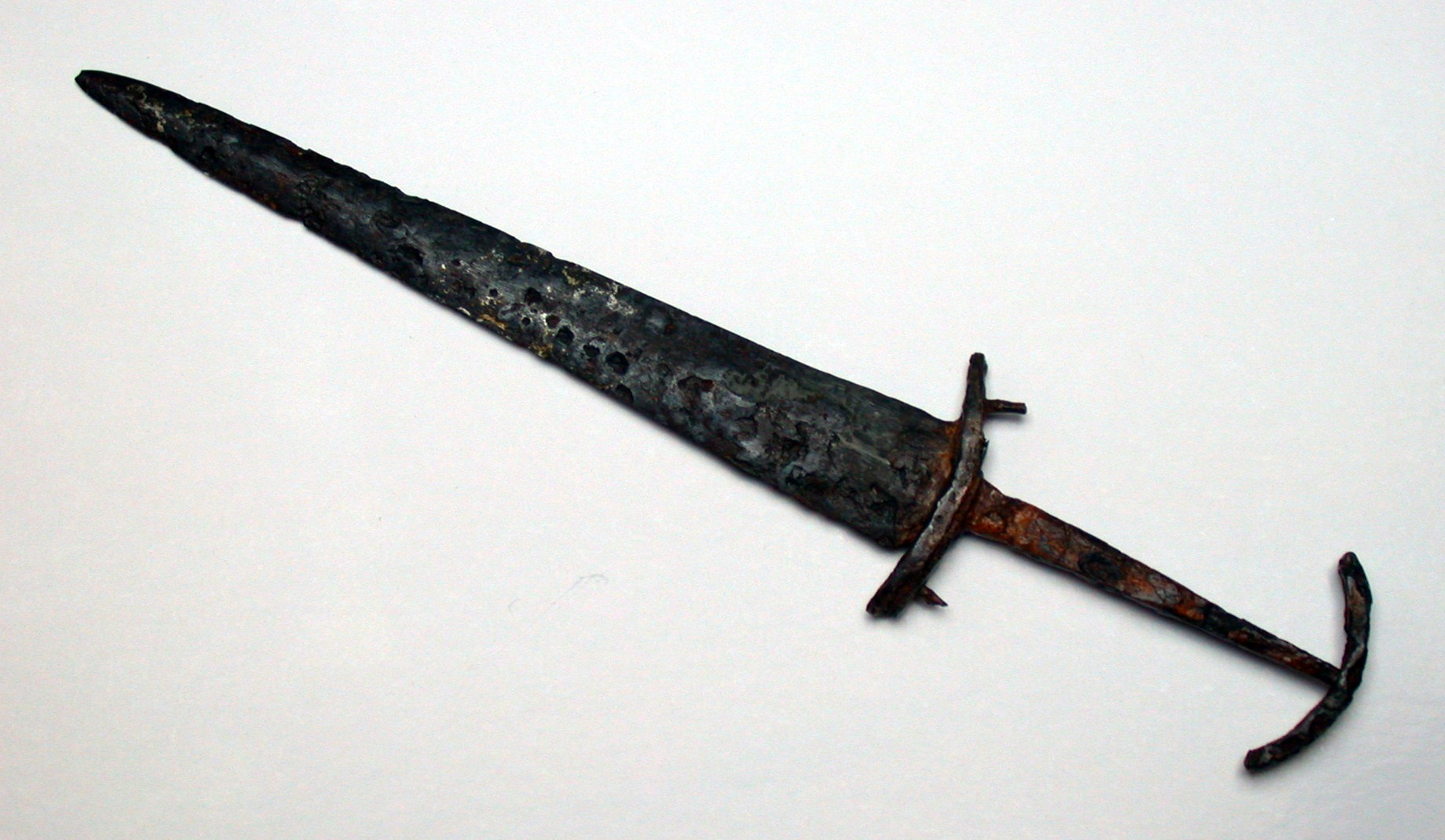
Швейцарский кинжал XIV века
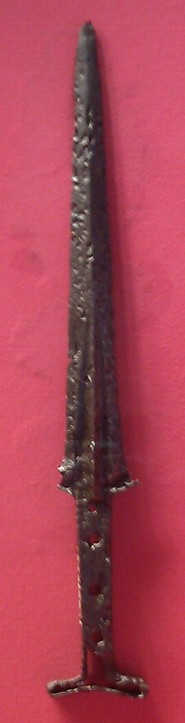
Швейцарский баселард XIV века